# 我在黑社會的日子
《我在黑社會的日子》是1989年上映的一部香港犯罪劇情片，由黃泰來執導，南燕編劇，周潤發、張耀揚、陳惠敏主演；在電影分級制度下為香港三級片。劇情講述黑幫主事人之子在接掌大權後，因不適應江湖中的爾虞我詐，而衍生種種悲劇。本片上映時打破了當時三級片的最高香港票房紀錄，周潤發主唱的主題曲〈飛沙風中轉〉亦入圍第9屆香港電影金像獎最佳電影歌曲提名。

## 剧情
李萬豪（周潤發 飾）是洪興社頭目李坤（田豐 飾）之子，自幼在美國過安定生活。一次李坤在江湖打鬥中，遇到對立幫派飛鷹社頭目（王霄 飾）伏擊身亡，李萬豪返港為父奔喪，隨即被眾兄弟推舉繼任父位。李萬豪不諳江湖，常遭洪興社忠臣楊港（張耀揚 飾）批評。而楊港又與黨內重臣謝勝（陳惠敏 飾）不和，甚至在飲宴中互相打鬥。但因李萬豪，大家才不把內鬥升級。一時間，洪興社上下因為有了好大哥李萬豪而士氣高昂。
後來在一次打鬥中，洪興社幫眾生擒了對立幫派頭目棺材繩（龍銘恩 飾）。李萬豪本欲殺之，但一時心慈，只剃了棺材繩眼眉了事。這給了棺材繩反撲之機，他與富商周世年（鮑漢琳 飾）勾结，先利用楊港與謝勝之不合，派人殺害謝勝一家，嫁禍楊港，以離間洪興社眾兄弟之關係；後又把毒品放在楊港車中，並召喚警方。李萬豪出手協助楊港，雖成功解決了仇家，卻無法阻止楊港被捕。被捕時楊港評價李萬豪是一個好大哥，卻不是出色的黑道中人。最終整個洪興社垮台，李萬豪與自己的家人和謝勝回歸美國。

## 演員
| 演員         | 角色   | 备注                                                                                   | 粵語配音        |
| 周潤發       | 李萬豪 | 從小移民美國，父意外後返港奔喪。後受眾擁戴，不得已接任龍頭。最終與家人及謝勝返回美國。 | 周潤發          |
| 張耀揚       | 楊港   | 洪興社成員。楊炳兒子。最終被棺材繩插贓嫁禍而被捕。                                     | 陳永信          |
| 薛芷倫       | 珍妮   | 李萬豪妻。最終與李萬豪返回美國。                                                       |                 |
| 田丰         | 李坤   | 李萬豪父，洪興社龍頭。與飛鷹社談判破裂被計算，傷重不治。                               | 賈鳳梧          |
| 曾江         | 陳天樂 | 反黑組警官。                                                                           | 倪秉郎          |
| 陳惠敏       | 謝勝   | 洪興社成員，繼李萬豪後接任龍頭。最終與李萬豪一家到美國。                               | 朱子聰          |
| 麥潔文       | 阿娟   | 謝勝妻。後遭棺材繩派人斬死。                                                           |                 |
| 成奎安       | 傻強   | 洪興社成員。與楊港誤會，於跟他糾纏期間意外身亡。                                       | 馮永和 / 成奎安 |
| 林蛟         | 楊炳   | 洪興社成員。楊港父親。                                                                 | 丁羽            |
| 王霄         | 蝦毛   | 飛鷹社龍頭，佈局殺死李坤。逃亡時被李萬豪駕車撞死。                                     | 張炳強          |
| 黃子揚       |        | 飛鷹社成員。與洪興社談判破裂後，遭謝勝斬殺。                                           | 陳欣            |
| 林偉雄       | 標哥   | 洪興社成員。                                                                           | 張炳強          |
| 梁榮忠       | 小德   | 遭欺凌之學生，後受楊港吸收。                                                           |                 |
| 鮑漢琳       | 周世年 | 富商。被李萬豪駕車撞死。                                                               | 源家祥          |
| 龍銘恩       | 棺材繩 | 挑起洪興社眾多事端。逃亡時被李萬豪駕車撞死。                                           | 陳欣            |
| Robert Zajac |        |                                                                                        | 陳欣            |
| 仇雲波       |        | 棺材繩手下。被生擒後遭楊港拋下樓摔死。                                                 | 馮志輝          |
| 陳敬         | 黐根   | 標哥手下。                                                                             |                 |
| 吳康寧       |        | 李萬豪司機。                                                                           |                 |
| 麥飛鴻       | 臭口全 | 洪興社成員。                                                                           | 陳欣 / 源家祥   |
| 周江         |        | 洪興社成員。                                                                           |                 |
| 梁少松       |        | 洪興社成員。                                                                           |                 |

## 主題曲
《飛砂風中轉》
- 作曲：羅大佑
- 作詞：林振強
- 主唱：周潤發

## 軼事
- 此片與同屬黃泰來執導的同年上映作品《三狼奇案》成為首部榮獲香港電影金像獎提名的三級電影。

## 獎項
| 年份 | 頒獎典禮            | 獎項         | 名單                                                  | 結果 |
| ---- | ------------------- | ------------ | ----------------------------------------------------- | ---- |
| 1990 | 第9屆香港電影金像獎 | 最佳電影歌曲 | 〈飛砂風中轉〉 主唱：周潤發 作曲：羅大佑 填詞：林振強 | 提名 |